# مناوبة نهارية
مناوبة نهارية (بالإنجليزية: Day Shift)‏ هو فيلم مصاصي دماء أمريكي من إخراج جيه. بيري وبطولة جيمي فوكس، ديف فرانكو، ناتاشا ليو بورديزو، ميجان جود، كارلا سوزا، ستيف هاوي، سكوت آدكنز وسنوب دوغ، صدر الفيلم على منصة نتفليكس في 12 أغسطس 2022.

## روابط خارجية
- مناوبة نهارية على موقع IMDb (الإنجليزية)
- مناوبة نهارية على موقع ميتاكريتيك (الإنجليزية)
- مناوبة نهارية على موقع روتن توميتوز (الإنجليزية)
- مناوبة نهارية على موقع نتفليكس (الإنجليزية)
- مناوبة نهارية على موقع ألو سيني (الفرنسية)
- مناوبة نهارية على موقع فيلمافينيتي (الإسبانية)
- مناوبة نهارية على موقع قاعدة بيانات الأفلام السويدية (السويدية)
- مناوبة نهارية على موقع قاعدة بيانات الفيلم (الإنجليزية)
- مناوبة نهارية على موقع ليتربوكسد (الإنجليزية)
- مناوبة نهارية على موقع كينوبويسك (الروسية)